# Mercedes-Benz W245
La Mercedes-Benz W245 (o T245) è una monovolume compatta prodotta dal 2005 al 2011 dalla casa automobilistica tedesca Mercedes-Benz, come prima generazione della cosiddetta Classe B.

## Storia e profilo

### Genesi
Il progetto T245 fu avviato senza troppa pubblicità dalla Casa tedesca poco dopo quello che avrebbe portato alla realizzazione della Classe A W169. Si trattava di un progetto volto a realizzare una monovolume più grande della seconda generazione della Classe A, ma basata sullo stesso pianale e sulla stessa meccanica. Doveva riscattare l'insuccesso della Vaneo, la precedente monovolume basata sulla prima serie della Classe A, la W168, ma a sua volta di dimensioni maggiori. Rispetto alla Vaneo, però, gli addetti al Centro Stile Mercedes-Benz diretto da Peter Pfeiffer hanno ricevuto tra le varie direttive quella di creare un corpo vettura stilisticamente meno imparentato con la Classe A e più aggressivo e sportiveggiante. Una concept car quasi definitiva venne presentata al Salone di Parigi nel settembre del 2004: il suo nome era Compact Sports Tourer Vision B: anche se poco visibili, erano ancora numerose le differenze con il modello definitivo. Tra queste vi erano la calandra, i gruppi ottici anteriori ed i finestrini laterali posteriori, questi ultimi di forma trapezoidale anziché triangolare.

### Debutto
L'esordio del modello definitivo avvenne al Salone dell'automobile di Ginevra nel marzo del 2005, mentre la commercializzazione venne avviata due mesi dopo, a maggio.

### Linea ed interni

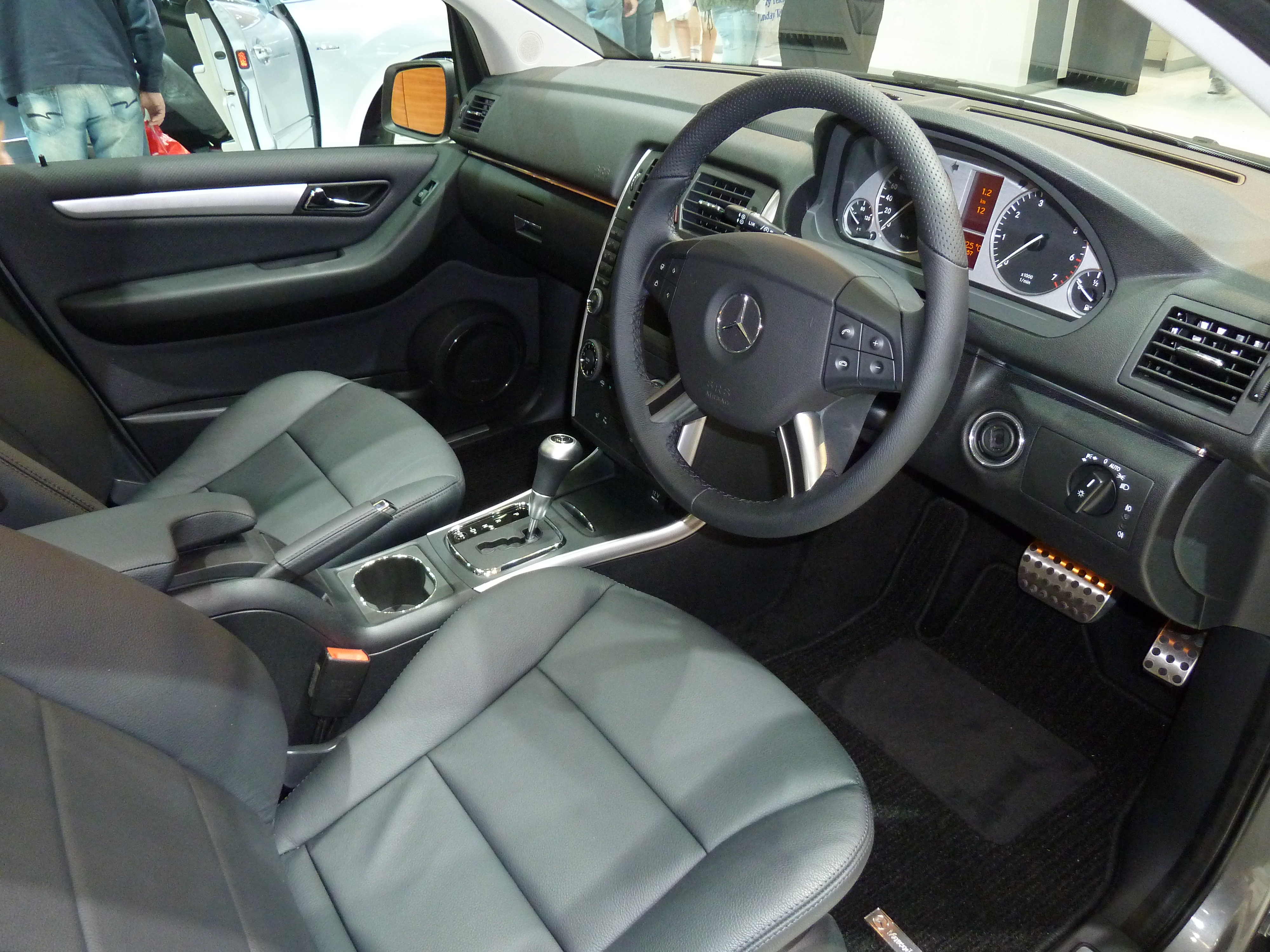
Interni

La linea della nuova monovolume della Casa tedesca era elegante e sportiveggiante al tempo stesso: il frontale era caratterizzato dai grandi fari "a goccia" ai lati della grande calandra trapezoidale dagli angoli assai smussati. Tale calandra era integrata nella parte inferiore del cofano, che ai suoi lati creava una sorta di gradino con i parafanghi. Il paraurti anteriore era invece costituito da una presa d'aria trasversale ai cui lati si aprivano gli alloggiamenti romboidali per i fendinebbia. La fiancata è caratterizzata dalle linee generali a cuneo che donano invece grinta alla vista laterale, assieme ai passaruota bombati, alla profonda nervatura laterale che taglia in due la vettura appena sotto le maniglie delle porte, ed alle minigonne che sottolineano il tutto. In coda, i fari trapezoidali molto avvolgenti sconfinano nella fiancata, in corrispondenza del punto dove termina la nervatura laterale. Il portellone del vano bagagli, invece, penetra nel paraurti posteriore per avere una soglia di carico più bassa e favorire quindi il carico di oggetti pesanti e/o ingombranti.
Grazie alla particolare architettura meccanica condivisa con la Classe A, la T245 dispone al suo interno di un abitacolo assai spazioso e versatile, per i passeggeri e per i bagagli. La capacità del vano bagagli è infatti di 544 litri, che diventano ben 1.530 abbattendo il divano posteriore.

### Struttura, meccanica e motorizzazioni

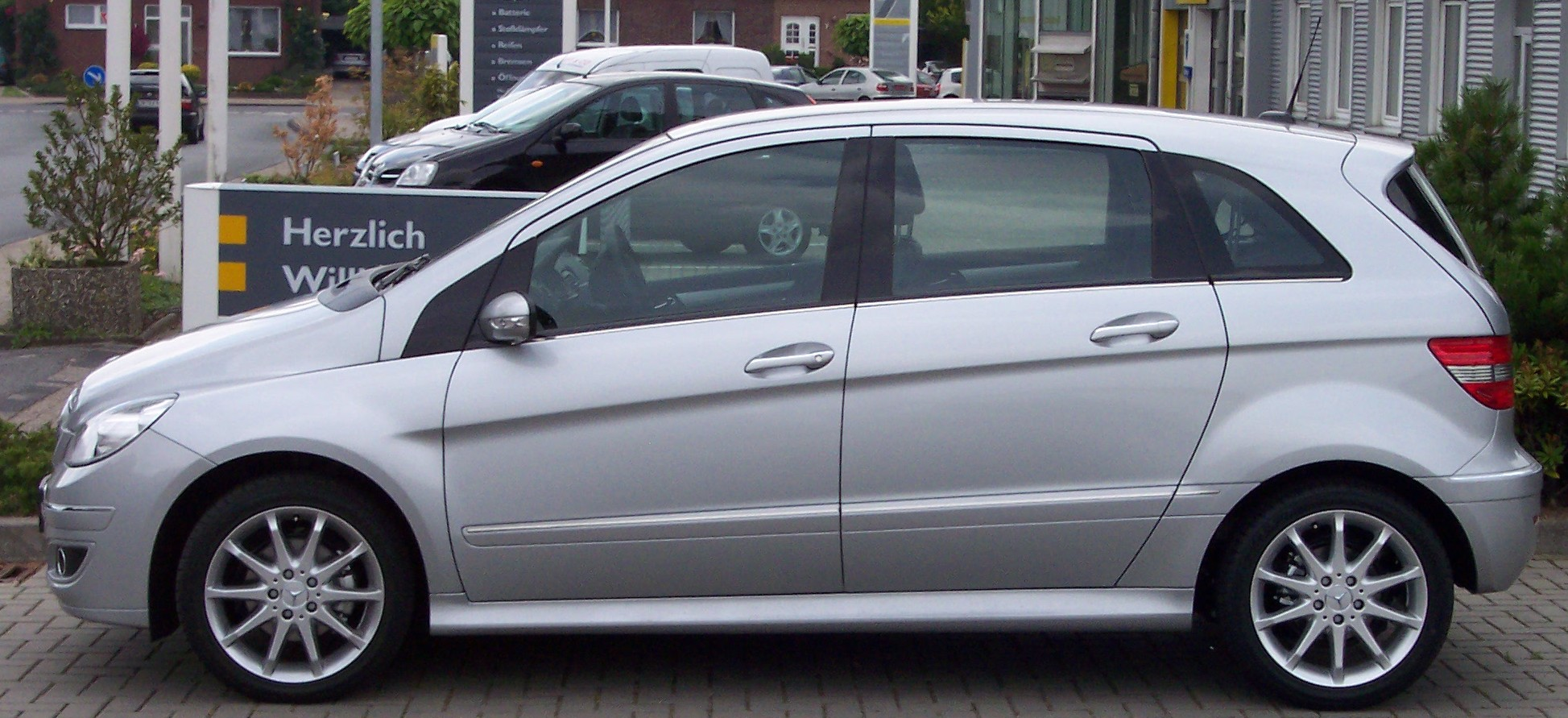
Vista laterale di una B170

La struttura della Classe B T245 è strettamente imparentata con quella della Classe A W169, ossia del modello che ha debuttato l'anno precedente. Anche la nuova monovolume di fascia medio-inferiore possiede quindi il famoso pianale "a sandwich" che ha caratterizzato il modello di fascia più bassa, ma con il passo sensibilmente aumentato (ben 21 cm), in modo da consentire una maggior abitabilità interna, abitabilità facilitata anche dalla struttura stessa del pianale "a sandwich", un tipo di pianale molto raffinato e costoso dal punto di vista progettuale e realizzativo, in cui tra il pavimento ed il fondoscocca vi è un'intercapedine in cui, in caso di impatto, va a scivolare il gruppo motore-cambio, evitando così di penetrare nell'abitacolo con gravi conseguenze per il conducente ed il passeggero anteriore.
Nel campo della sicurezza automobilistica, comunque, la vettura è stata sottoposta al crash test dell'Euro NCAP nel 2006, riportando il punteggio di 5 stelle.
Lo schema delle sospensioni prevede un avantreno di tipo MacPherson con ammortizzatori a gas a doppio tubo, molle elicoidali e barra antirollio. Il retrotreno è ad asse parabolico con ammortizzatori monotubo e molle elicoidali. L'impianto frenante prevede freni a disco sulle quattro ruote, con quelli all'avantreno di tipo autoventilante, corredati da ABS. Lo sterzo è a cremagliera, con servosterzo elettromeccanico ad incidenza variabile.
Fin dal suo debutto, la T245 è stata offerta in sei motorizzazioni, quattro a benzina e due a gasolio:
- B150: motore M266E15 aspirato, con cilindrata di 1498 cm³ e potenza massima di 95 CV;
- B170: motore M266E17 aspirato, con cilindrata di 1699 cm³ e potenza massima di 116 CV;
- B200: motore M266E20 apirato, con cilindrata di 2034 cm³ e potenza massima di 136 CV;
- B200 Turbo: motore M266E20A sovralimentato mediante turbocompressore, con cilindrata di 2034 cm³ e potenza massima di 192 CV;
- B180 CDI: motore OM640DE20LA red. turbodiesel common rail, con cilindrata di 1,991 cm³ (121.5 cu in) e potenza massima di 109 CV;
- B200 CDI: motore OM640DE20LA turbodiesel common rail, con cilindrata di 1991 cm³ (121.5 cu in) e potenza massima di 140 CV.

Le unità aspirate a benzina sono equipaggiate con un cambio manuale a 5 marce, mentre le altre montano un cambio manuale a 6 marce. In opzione era possibile avere su tutta la gamma un cambio automatico a variazione continua.

### Allestimenti e dotazioni
Per il mercato italiano erano disponibili al debutto tre livelli di allestimento:
- base, previsto per le unità a benzina aspirate e per la B180 CDI. Tale livello di allestimento prevedeva nell'equipaggiamento di serie: ESP, controllo di trazione, assistente elettronico alla frenata d'emergenza, doppio airbag frontale, airbag laterali anteriori, climatizzatore, attacchi Isofix, retrovisori termici a regolazione elettrica, divano posteriore sdoppiabile, vetri elettrici anteriori, volante regolabile, poggiatesta posteriori e fendinebbia;
- Chrome, previsto per tutta la gamma, include nella dotazione di serie quanto già visto per il livello base, più i cerchi in lega;
- Sport, previsto anch'esso per tutta la gamma, include una ricca dotazione che integra quanto già previsto per i due livelli inferiori, più specchietti elettrici, cerchi in lega da 17, interni misto pelle/tessuto e vari altri accessori.

Assai interessante anche l'elenco degli optional: quelli comuni a tutta la gamma sono l'airbag per la testa, l'antifurto, il cambio automatico Autotronic a variazione continua (cioè senza marce), i fari allo xeno, gli interni in pelle, i sedili a regolazione elettrica, il navigatore satellitare, il tetto apribile, i sensori di parcheggio e la vernice metallizzata. Sono altresì disponibili tre pacchetti di accessori: uno di questi include il sistema audio con lettore CD e DVD più il navigatore, mentre gli altri riguardano altre due tipologie di trasmissione ed offrono a scelta un cambio automatico CVT a variazione continua di velocità a sei marce simulate, integrato con il cruise control.
Vale la pena aggiungere infine che tutti gli accessori non previsti di serie per i livelli non di punta (base e Chrome), sono comunque ottenibili con sovrapprezzo.

## Evoluzione

### Restyling 2008

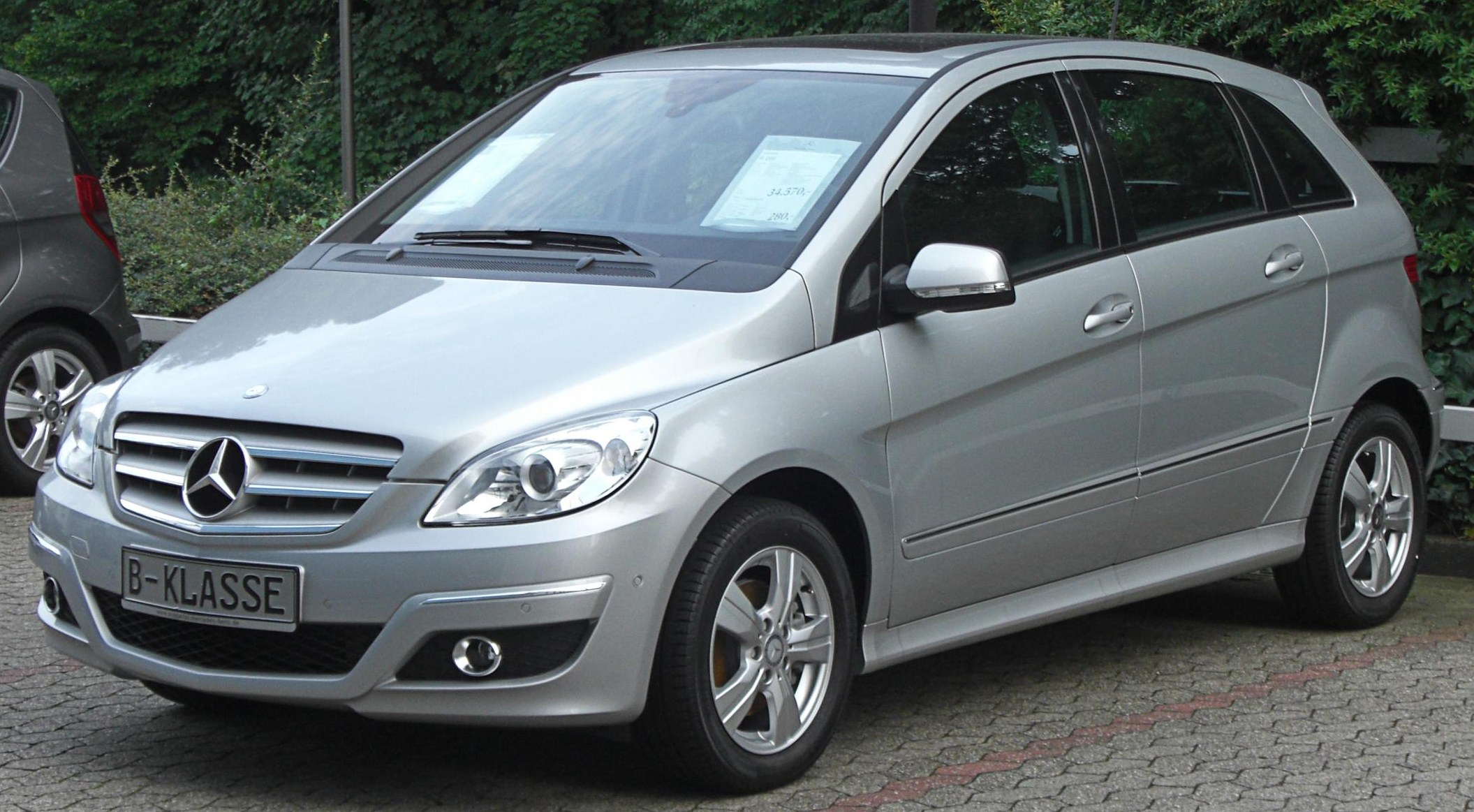
Restyling 2008

Durante la sua carriera, la T245 non ha subito grossi aggiornamenti di gamma, con la gamma rimasta intatta sino al restyling di mezza età del marzo 2008. Questo restyling ha interessato il frontale, grazie alla modifica della calandra, ora dotata di un listello in meno e del paraurti anteriore ristilizzato in maniera da essere più simile a quello utilizzato sulla berlina W212 e sulla Classe R T251. Ridisegnato anche il paraurti posteriore, così come gli specchietti laterali. I motori d'origine sono sempre gli stessi e con le medesime prestazioni, ma le loro centraline sono state rimappate per ottenere una leggera riduzione dei consumi. Nell'autunno dello stesso anno, la gamma viene integrata con l'arrivo della 'B150 BlueEFFICIENCY e della B170 BlueEFFICIENCY, dotate del dispositivo Start&Stop. Altra novità è la B170 NGT, con alimentazione bifuel benzina/metano.
Nel giugno del 2009 la Classe B T245 raggiunge il traguardo delle 500.000 unità prodotte.
Nello stesso anno, vi sono alcuni aggiornamenti limitati più che altro alle denominazioni: la B150 diventa B160 e la B170 diventa B180. Tali aggiornamenti comprendono anche le versioni BlueEFFICIENCY ed NGT.
Nel mese di giugno del 2011 la produzione della T245 (o W245) termina: durante l'estate gli ultimi esemplari della vettura vengono distribuiti nei punti vendita europei per il loro smaltimento in attesa dell'arrivo della seconda serie, la W246.

## Dati tecnici
| Modello                                     | B150 | B150 BlueEFFICIENCY                                                                                       | B160 | B160 BlueEFFICIENCY                                                                                       | B170 | B170 BlueEFFICIENCY                                                                                       | B180 | B180 BlueEFFICIENCY                                                                                       | B170 NGT                                                                                                  | B180 NGT BlueEFFICIENCY                                                                                   | B200 | B200 Turbo                                                                                                | B180 CDI                                                                                                  | B200 CDI                                                                                                  |                                           |
| PRODUZIONE                                  | | | | | | | | | | | | | | |                                           |
| Anni di produzione                          | 2005-09                                                                                                   | 2008-09                                                                                                   | 2009-11                                                                                                   | 2005-09                                                                                                   | 2008-09                                                                                                   | 2009-11                                                                                                   | 2008-09                                                                                                   | 2009-11                                                                                                   | 2005-11                                                                                                   | 2005-11                                                                                                   | 2005-11                                                                                                   | 2005-11                                                                                                   | 2009-11                                                                                                   | 2009-11                                                                                                   |                                           |
| Prezzo al debutto                           | 22.687 | 24.011 | 24.400 | 24.400 | 24.247 | 25.571 | 25.960 | 25.960 | 29.801 | 30.190 | 26.197 | 28.107 | 25.687 | 27.722 |                                           |
| MOTORI                                      | | | | | | | | | | | | | | |                                           |
| Numero e disposizione cilindri              | L4 | L4 | L4 | L4 | L4 | L4 | L4 | L4 | L4 | L4 | L4 | L4 | L4 | L4 |                                           |
| Cilindrata (cm³)                            | 1.498 | 1.498 | 1.498 | 1.498 | 1.699 | 1.699 | 1.699 | 1.699 | 2.034 | 2.034 | 2.034 | 2.034 | 1.991 | 1.991 |                                           |
| Potenza nominale kW (CV a giri/min)         | 70(95)/5.200                                                                                              | 70(95)/5.200                                                                                              | 70(95)/5.200                                                                                              | 70(95)/5.200                                                                                              | 85(116)/5.500                                                                                             | 85(116)/5.500                                                                                             | 85(116)/5.500                                                                                             | 85(116)/5.500                                                                                             | 85(116)/5.500                                                                                             | 85(116)/5.500                                                                                             | 100(136)/5.500                                                                                            | 142(193)/4.850                                                                                            | 80(109)/4.200                                                                                             | 103(140)/4.200                                                                                            |                                           |
| Coppia motrice (Nm a giri/min)              | 140/ 3.500–4.000                                                                                          | 140/ 3.500–4.000                                                                                          | 140/ 3.500–4.000                                                                                          | 140/ 3.500–4.000                                                                                          | 155/ 3.500–4.000                                                                                          | 155/ 3.500–4.000                                                                                          | 155/ 3.500–4.000                                                                                          | 155/ 3.500–4.000                                                                                          | 165/ 3.500–4.000                                                                                          | 165/ 3.500–4.000                                                                                          | 185/ 3.500–4.000                                                                                          | 280/ 1.800–4.850                                                                                          | 250/ 1.600–2.600                                                                                          | 300/ 1.600–3.000                                                                                          |                                           |
| Rapporto di compressione                    | 11:1 | 11:1 | 11:1 | 11:1 | 11:1 | 11:1 | 11:1 | 11:1 | 11:1 | 11:1 | 11:1 | 9:1 | 18:1 | 18:1 |                                           |
| TRASMISSIONE                                | | | | | | | | | | | | | | |                                           |
| Trazione                                    | Anteriore                                                                                                 | Anteriore                                                                                                 | Anteriore                                                                                                 | Anteriore                                                                                                 | Anteriore                                                                                                 | Anteriore                                                                                                 | Anteriore                                                                                                 | Anteriore                                                                                                 | Anteriore                                                                                                 | Anteriore                                                                                                 | Anteriore                                                                                                 | Anteriore                                                                                                 | Anteriore                                                                                                 | Anteriore                                                                                                 |                                           |
| Cambio                                      | Cambio manuale a 5 marce                                                                                  | Cambio manuale a 5 marce                                                                                  | Cambio manuale a 5 marce                                                                                  | Cambio manuale a 5 marce                                                                                  | Cambio manuale a 5 marce                                                                                  | Cambio manuale a 5 marce                                                                                  | Cambio manuale a 5 marce                                                                                  | Cambio manuale a 5 marce                                                                                  | Cambio manuale a 5 marce                                                                                  | Cambio manuale a 5 marce                                                                                  | Cambio manuale a 6 marce                                                                                  | Cambio manuale a 6 marce                                                                                  | Cambio manuale a 6 marce                                                                                  | Cambio manuale a 6 marce                                                                                  |                                           |
| Rapporti di trasmissione con cambio manuale | 3,64/ 2,04/ 1,33/ 1,03/ 0,82/ R 3,29                                                                      | 3,64/ 2,04/ 1,33/ 1,03/ 0,82/ R 3,29                                                                      | 3,64/ 2,04/ 1,33/ 1,03/ 0,82/ R 3,29                                                                      | 3,64/ 2,04/ 1,33/ 1,03/ 0,82/ R 3,29                                                                      | 3,64/ 2,04/ 1,33/ 1,03/ 0,82/ R 3,29                                                                      | 3,64/ 2,04/ 1,33/ 1,03/ 0,82/ R 3,29                                                                      | 3,64/ 2,04/ 1,33/ 1,03/ 0,82/ R 3,29                                                                      | 3,64/ 2,04/ 1,33/ 1,03/ 0,82/ R 3,29                                                                      | 3,64/ 2,04/ 1,33/ 1,03/ 0,82/ R 3,29                                                                      | 3,64/ 2,04/ 1,33/ 1,03/ 0,82/ R 3,29                                                                      | 3,64/ 2,04/ 1,33/ 1,03/ 0,82/ R 3,29                                                                      | 13,65/ 8,23/ 5,54/ 4,09/ 3,20/ 2,57/ R 13,54                                                              | 12,74/ 7,20/ 4,50/ 3,16/ 2,50/ 2,20/ R 12,64                                                              | 12,74/ 7,20/ 4,50/ 3,16/ 2,50/ 2,20/ R 12,64                                                              |                                           |
| Rapporto di trasmissione al ponte           | 4,06 | 4,06 | 4,06 | 4,06 | 3,88 | 3,88 | 3,88 | 3,88 | 3,88 | 3,88 | 3,72 (4,86)                                                                                               | 1,00 | 1,00 | 1,00 |                                           |
| PRESTAZIONI                                 | | | | | | | | | | | | | | |                                           |
| Velocità massima (km/h)                     | 174 | 174 | 168 | 174 | 184 | 184 | 180 | 184 (180)                                                                                                 | 184 (180)                                                                                                 | 184 (180)                                                                                                 | 196 (190)                                                                                                 | 225 (218)                                                                                                 | 183 (178)                                                                                                 | 200 (195)                                                                                                 |                                           |
| Accelerazione 0 – 100 km/h (s)              | 13"2 | 13"2 | 13"2 | 13"2 | 11"3 | 11"3 | 11"3 | 11"3 | 12"4 (13"2)                                                                                               | 12"4 (13"2)                                                                                               | 10"1 (10"2)                                                                                               | 7"6 (7"4)                                                                                                 | 11"3 (11,8)                                                                                               | 9"6 (9"7)                                                                                                 |                                           |
| CARBURANTE E CONSUMI                        | | | | | | | | | | | | | | |                                           |
| Capacità serbatoio/di cui riserva (l)       | 54/6 | 54/6 | 54/6 | 54/6 | 54/6 | 54/6 | 54/6 | 54/6 | Gas 16/1,5; Benzina 54/6                                                                                  | Gas 16/1,5; Benzina 54/6                                                                                  | 54/6 | 54/6 | 54/6 | 54/6 |                                           |
| Consumi ciclo urbano (l/100 km)             | 8,1 | 8,1 | 8,1 | 8,1 | 8,2 | 8,2 | 8,2 | 8,2 | Gas 6,4; Benzina 9,7                                                                                      | Gas 6,4; Benzina 9,7                                                                                      | 9,1 | 10,6 | 6,6 | 9,1 |                                           |
| Consumi ciclo extraurbano (l/100 km)        | 5,6 | 5,6 | 5,6 | 5,6 | 5,7 | 5,7 | 5,7 | 5,7 | Gas 4,1; Benzina 6,0                                                                                      | Gas 4,1; Benzina 6,0                                                                                      | 5,7 | 6,3 | 4,5 | 4,6 |                                           |
| Consumi ciclo combinato (l/100 km)          | 6,6 | 6,6 | 6,6 | 6,6 | 6,6 | 6,6 | 6,6 | 6,6 | Gas 4,9; Benzina 7,3                                                                                      | Gas 4,9; Benzina 7,3                                                                                      | Gas 4,9; Benzina 7,3                                                                                      | 7,0 | 7,9 | 5,2–5,3                                                                                                   | 5,2–5,3                                   |
| Emissioni di CO2 (g/km) ciclo combinato     | 163 | 153 | 158 | 148 | 171 | 157 | 163 | 152 | Gas 135; Benzina 175                                                                                      | Gas 135; Benzina 175                                                                                      | 158–164                                                                                                   | 184–188                                                                                                   | 136–139                                                                                                   | 136–139                                                                                                   |                                           |
| Valore CX                                   | 0,3 | 0,3 | 0,3 | 0,3 | 0,31 | 0,31 | 0,31 | 0,31 | 0,31 | 0,31 | 0,31 | 0,31 | 0,3 | 0,3 |                                           |
| Categoria emissioni inquinanti              | Euro IV                                                                                                   | Euro V | Euro V | Euro V | Euro IV                                                                                                   | Euro V | Euro V | Euro V | Euro IV                                                                                                   | Euro V | Euro IV                                                                                                   | Euro IV                                                                                                   | Euro V | Euro V |                                           |
| AUTOTELAIO E RUOTE                          | | | | | | | | | | | | | | |                                           |
| Avantreno                                   | Montante telescopico e braccio oscillante                                                                 | Montante telescopico e braccio oscillante                                                                 | Montante telescopico e braccio oscillante                                                                 | Montante telescopico e braccio oscillante                                                                 | Montante telescopico e braccio oscillante                                                                 | Montante telescopico e braccio oscillante                                                                 | Montante telescopico e braccio oscillante                                                                 | Montante telescopico e braccio oscillante                                                                 | Montante telescopico e braccio oscillante                                                                 | Montante telescopico e braccio oscillante                                                                 | Montante telescopico e braccio oscillante                                                                 | Montante telescopico e braccio oscillante                                                                 | Montante telescopico e braccio oscillante                                                                 | Montante telescopico e braccio oscillante                                                                 | Montante telescopico e braccio oscillante |
| Retrotreno                                  | Asse posteriore a parabola                                                                                | Asse posteriore a parabola                                                                                | Asse posteriore a parabola                                                                                | Asse posteriore a parabola                                                                                | Asse posteriore a parabola                                                                                | Asse posteriore a parabola                                                                                | Asse posteriore a parabola                                                                                | Asse posteriore a parabola                                                                                | Asse posteriore a parabola                                                                                | Asse posteriore a parabola                                                                                | Asse posteriore a parabola                                                                                | Asse posteriore a parabola                                                                                | Asse posteriore a parabola                                                                                | Asse posteriore a parabola                                                                                |                                           |
| Sospensioni anteriori/posteriori            | Molle elicoidali, ammortizzatori a doppio tubo con SDD/ molle elicoidali, ammortizzatori monotubo con SDD | Molle elicoidali, ammortizzatori a doppio tubo con SDD/ molle elicoidali, ammortizzatori monotubo con SDD | Molle elicoidali, ammortizzatori a doppio tubo con SDD/ molle elicoidali, ammortizzatori monotubo con SDD | Molle elicoidali, ammortizzatori a doppio tubo con SDD/ molle elicoidali, ammortizzatori monotubo con SDD | Molle elicoidali, ammortizzatori a doppio tubo con SDD/ molle elicoidali, ammortizzatori monotubo con SDD | Molle elicoidali, ammortizzatori a doppio tubo con SDD/ molle elicoidali, ammortizzatori monotubo con SDD | Molle elicoidali, ammortizzatori a doppio tubo con SDD/ molle elicoidali, ammortizzatori monotubo con SDD | Molle elicoidali, ammortizzatori a doppio tubo con SDD/ molle elicoidali, ammortizzatori monotubo con SDD | Molle elicoidali, ammortizzatori a doppio tubo con SDD/ molle elicoidali, ammortizzatori monotubo con SDD | Molle elicoidali, ammortizzatori a doppio tubo con SDD/ molle elicoidali, ammortizzatori monotubo con SDD | Molle elicoidali, ammortizzatori a doppio tubo con SDD/ molle elicoidali, ammortizzatori monotubo con SDD | Molle elicoidali, ammortizzatori a doppio tubo con SDD/ molle elicoidali, ammortizzatori monotubo con SDD | Molle elicoidali, ammortizzatori a doppio tubo con SDD/ molle elicoidali, ammortizzatori monotubo con SDD | Molle elicoidali, ammortizzatori a doppio tubo con SDD/ molle elicoidali, ammortizzatori monotubo con SDD |                                           |
| Pneumatici/Ruote anteriori e posteriori     | 195/65 R 15                                                                                               | 195/65 R 15                                                                                               | 195/65 R 15                                                                                               | 195/65 R 15                                                                                               | 195/65 R 15                                                                                               | 195/65 R 15                                                                                               | 195/65 R 15                                                                                               | 195/65 R 15                                                                                               | 205/55 R 16                                                                                               | 205/55 R 16                                                                                               | 205/55 R 16                                                                                               | 205/55 R 16                                                                                               | 205/55 R 16                                                                                               | 205/55 R 16                                                                                               |                                           |
| Sterzo                                      | Sterzo parametrico a cremagliera variabile in funzione della velocità, elettromeccanico                   | Sterzo parametrico a cremagliera variabile in funzione della velocità, elettromeccanico                   | Sterzo parametrico a cremagliera variabile in funzione della velocità, elettromeccanico                   | Sterzo parametrico a cremagliera variabile in funzione della velocità, elettromeccanico                   | Sterzo parametrico a cremagliera variabile in funzione della velocità, elettromeccanico                   | Sterzo parametrico a cremagliera variabile in funzione della velocità, elettromeccanico                   | Sterzo parametrico a cremagliera variabile in funzione della velocità, elettromeccanico                   | Sterzo parametrico a cremagliera variabile in funzione della velocità, elettromeccanico                   | Sterzo parametrico a cremagliera variabile in funzione della velocità, elettromeccanico                   | Sterzo parametrico a cremagliera variabile in funzione della velocità, elettromeccanico                   | Sterzo parametrico a cremagliera variabile in funzione della velocità, elettromeccanico                   | Sterzo parametrico a cremagliera variabile in funzione della velocità, elettromeccanico                   | Sterzo parametrico a cremagliera variabile in funzione della velocità, elettromeccanico                   | Sterzo parametrico a cremagliera variabile in funzione della velocità, elettromeccanico                   |                                           |
| Freni anteriori                             | A disco, autoventilanti                                                                                   | A disco, autoventilanti                                                                                   | A disco, autoventilanti                                                                                   | A disco, autoventilanti                                                                                   | A disco, autoventilanti                                                                                   | A disco, autoventilanti                                                                                   | A disco, autoventilanti                                                                                   | A disco, autoventilanti                                                                                   | A disco, autoventilanti                                                                                   | A disco, autoventilanti                                                                                   | A disco, autoventilanti                                                                                   | A disco, autoventilanti                                                                                   | A disco, autoventilanti                                                                                   | A disco, autoventilanti                                                                                   |                                           |
| Freni posteriori                            | Dischi pieni                                                                                              | Dischi pieni                                                                                              | Dischi pieni                                                                                              | Dischi pieni                                                                                              | Dischi pieni                                                                                              | Dischi pieni                                                                                              | Dischi pieni                                                                                              | Dischi pieni                                                                                              | Dischi pieni                                                                                              | Dischi pieni                                                                                              | Dischi pieni                                                                                              | Dischi pieni                                                                                              | Dischi pieni                                                                                              | Dischi pieni                                                                                              |                                           |
| DIMENSIONI E PESI                           | | | | | | | | | | | | | | |                                           |
| Peso a vuoto                                | 1.225 | 1.225 | 1.225 | 1.245 | 1.235 | 1.235 | 1.235 | 1.255 | 1.395 | 1.395 | 1.270 | 1.295 | 1.360 | 1.360 |                                           |
| Peso totale ammesso (kg)                    | 1.835 | 1.835 | 1.835 | 1.855 | 1.845 | 1.845 | 1.845 | 1.865 | 1.855 | 1.855 | 1.880 | 1.880 | 1.880 | 1.880 |                                           |
| Carico massimo sul tetto (kg)               | 75 | 75 | 75 | 75 | 75 | 75 | 75 | 75 | 75 | 75 | 75 | 75 | 75 | 75 |                                           |
| Volume del bagagliaio (VDA) (l)             | 544–1.530                                                                                                 | 544–1.530                                                                                                 | 544–1.530                                                                                                 | 544–1.530                                                                                                 | 544–1.530                                                                                                 | 544–1.530                                                                                                 | 544–1.530                                                                                                 | 544–1.530                                                                                                 | 416–1.012                                                                                                 | 416–1.012                                                                                                 | 544–1.530                                                                                                 | 544–1.530                                                                                                 | 544–1.530                                                                                                 | 544–1.530                                                                                                 |                                           |
| Diametro di volta (m)                       | 11,95 | 11,95 | 11,95 | 11,95 | 11,95 | 11,95 | 11,95 | 11,95 | 11,95 | 11,95 | 11,95 | 11,95 | 11,95 | 11,95 |                                           |